# Beauty and the Beast (2017)
Beauty and the Beast is een Amerikaanse musicalfilm uit 2017, geregisseerd door Bill Condon. De film is geproduceerd door Walt Disney Pictures en Mandeville Films en is een liveaction-remake van de gelijknamige animatiefilm uit 1991. De hoofdrollen in de film worden gespeeld door onder anderen Emma Watson (Belle), Dan Stevens (Het beest) en Luke Evans (Gaston).

## Verhaal
Belle is een jonge vrouw, die door een beest gevangen wordt gehouden in zijn kasteel. Het beest blijkt een vervloekte prins te zijn, die de vloek alleen maar kan verbreken, als hij de ware liefde vindt. 

## Rolverdeling
| Acteur          | Personage           | Vlaamse nasynchronisatie |
| --------------- | ------------------- | ------------------------ |
| Emma Watson     | Belle               | Tinne Oltmans            |
| Dan Stevens     | Beest / Prins Adam  | Mike Wauters             |
| Luke Evans      | Gaston              | Dieter Troubleyn         |
| Josh Gad        | LeFou               | Kobe Van Herwegen        |
| Gugu Mbatha-Raw | Plumette            | Cathy Petit              |
| Kevin Kline     | Maurice             | Frank Hoelen             |
| Ewan McGregor   | Lumière             | Jonathan Demoor          |
| Ian McKellen    | Cogsworth           | Ivan Pecnik              |
| Emma Thompson   | Mrs. Potts          | Anne Mie Gils            |
| Nathan Mack     | Chip                | Cezar Ameye              |
| Gerard Horan    | Monsieur Jean Potts |                          |
| Stanley Tucci   | Maestro Cadenza     | Wim Peters               |
| Audra McDonald  | Madame de Garderobe | An Lauwereins            |
| Hattie Morahan  | Agathe              | Goele De Raedt           |

## Achtergrond

### Ontwikkeling
In 2014 maakte Disney bekend dat Bill Condon de liveaction-remake van de animatiefilm Beauty and the Beast uit 1991 zou regisseren, en dat Stephen Chbosky het scenario zou schrijven. In maart 2015 werd bekend dat Alan Menken, de componist van de animatiefilm, ook de muziek voor de liveaction zou verzorgen. Naast de musicalnummers uit de animatiefilm componeerde Menken samen met tekstschrijver Tim Rice drie nieuwe nummers voor de liveactionversie van Beauty and the Beast.

### Casting
Begin 2015 werd bekend dat Harry Potter-actrice Emma Watson gecast is als Belle. In maart 2015 werden Luke Evans, Josh Gad, Emma Thompson en Kevin Kline aan de cast van de film toegevoegd, respectievelijk als Gaston, LeFou, Mrs. Potts en Maurice. Op 10 april 2015 werd bekend dat Ian McKellen de rol van Cogsworth had geaccepteerd. Op 21 april 2015 raakte bekend dat kandelaar Lumière zou gespeeld worden door Ewan McGregor.

### Opnames
De opnames gingen op 18 mei 2015 van start in de Shepperton Studios in Engeland Eind augustus 2015 werden de opnames van de film afgerond.

### Muziek
Alan Menken werd door Disney benaderd om een aantal nieuwe nummers te schrijven. Samen met tekstschrijver Tim Rice schreef hij vier nieuwe nummers, waaronder eentje dat zowel in de film als in de aftiteling te horen is. De nieuwe nummers in de film zijn Aria, ingezongen door Audra McDonald, Evermore, ingezongen door Dan Stevens, Days in the Sun en How Does a Moment Last Forever, ingezongen door Emma Watson en Kevin Kline. Tijdens de aftiteling is ook het laatstgenoemde nummer te horen, ingezongen door Céline Dion.

### Ontvangst
De film behaalde een recordopbrengst in de Verenigde Staten tijdens een openingsweekend in maart met een opbrengst van circa 170 miljoen US$ en ontving overwegend positieve kritieken van de filmcritici, met een score van 70% op Rotten Tomatoes.

## Prijzen en nominaties
De belangrijkste:
| Jaar | Prijs                  | Categorie                | Genomineerde(n)                       | Uitslag     |
| ---- | ---------------------- | ------------------------ | ------------------------------------- | ----------- |
| 2018 | Critics' Choice Awards | Beste Production Design  | Sarah Greenwood & Katie Spencer       | Genomineerd |
| 2018 | Critics' Choice Awards | Beste kostuums           | Jacqueline Durran                     | Genomineerd |
| 2018 | Critics' Choice Awards | Beste grime en haarstijl | Beste grime en haarstijl              | Genomineerd |
| 2018 | Critics' Choice Awards | Beste filmsong           | "Evermore" van Alan Menken & Tim Rice | Genomineerd |
| 2018 | Satellite Awards       | Beste kostuums           | Jacqueline Durran                     | Genomineerd |
| 2018 | BAFTA Awards           | Beste kostuums           | Jacqueline Durran                     | Genomineerd |
| 2018 | BAFTA Awards           | Beste productieontwerp   | Sarah Greenwood & Katie Spencer       | Genomineerd |
| 2018 | Academy Awards         | Beste productieontwerp   | Sarah Greenwood & Katie Spencer       | Genomineerd |
| 2018 | Academy Awards         | Beste kostuums           | Jacqueline Durran                     | Genomineerd |